# Kvinnosjukdomar
Kvinnosjukdomar är gynekologiska och obstetriska sjukdomar och sjukdomar i kvinnobrösten. Bland dessa återfinns sjukdomar som direkt relaterar till kvinnans fortplantningsorgan eller som relaterar till kvinnans fertilitet och havandeskap. Vad som betraktas som en kvinnosjukdom har varierat kraftigt genom historien.

## Kvinnosjukdomar i historiskt perspektiv
Under 1700-talet infördes begrepp som kvinnomedicin och kvinnoläkare. Kvinnan var en avvikelse från den norm som representeras av mannen, hon framställdes som en annan art. Kvinnan har genom alla tider varit överrepresenterad gällande psykiatriska och kroniska diagnoser. Kvinnan framställdes som sjuk just för att hon var kvinna.

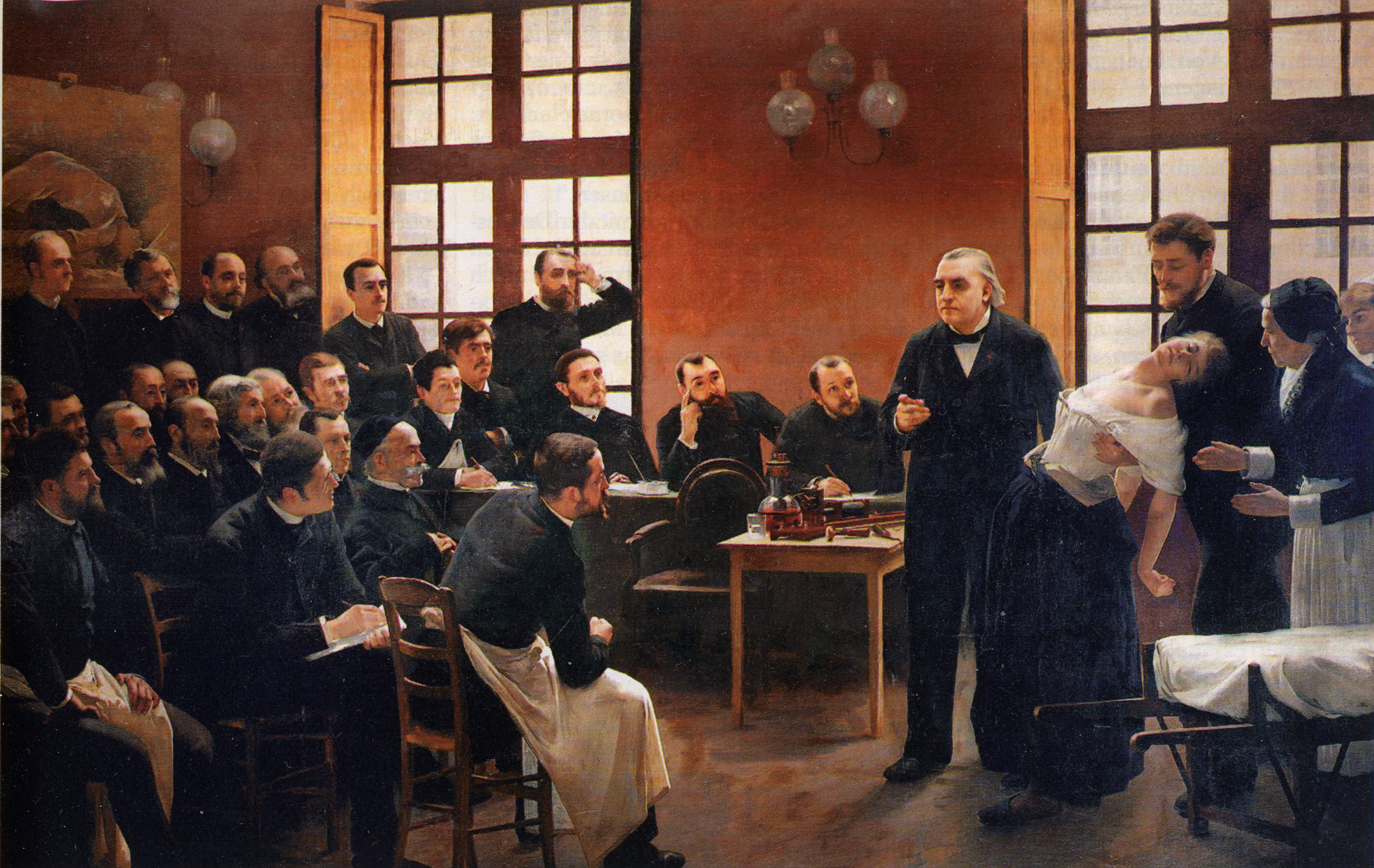
När Jean Martin Charcot inledde kliniska experiment vid Salpêtrière-hospitalet i Paris.

Decennierna kring sekelskiftet 1900, en period kallad “fin-de-siècle”, var präglad av starka inre spänningar och en intensiv medikalisering av kvinnokroppen. Definitioner av hälsa och sjukdom, manligt och kvinnligt är sociala konstruktioner påverkade av kulturella föreställningar och inte naturgivna sanningar. Den kvinnliga sjukligheten framstår som resultatet av både en social och en medicinsk verklighet. Kvinnosjukligheten svarade mot bestämda teorier om kvinnlighet, skapade av ett samhälle som hade ett behov av den. Kvinnan hade tilldelats en sjukroll. Hon steg in i denna socialt förväntade svaghet medvetet eller omedvetet.

### Kvinnan och sexualiteten
År 1880 fastslog statistik i den populärvetenskapliga litteraturen att "qvinnan till följd af sitt kön är mera disponerad för sjukdomar än mannen". Genom alla tider har kopplingen mellan kvinnlighet och galenskap varit stark. En kvinna som förlorat de ordinarie kontrollmekanismerna ansågs farligare, mera hotande än männen. Orsaken till detta var att kvinnan stod närmre naturen och driften. En särskild kvinnopatologi växte fram på sinnessjukdomarnas område. Kvinnan var mera sårbar för sinnessjukdomar än männen genom den nära förbindelsen mellan det kvinnliga könet och själen. Sjukdomen uttrycktes även i specifikt kvinnliga former samt var mer fördärvande hos henne än hos mannen. Kvinnan hade också det utmärkande draget av en generell svaghet för självdestruktivitet. Den galna kvinnan utvecklades till en litterär kliché under 1800-talet. Hon var vild, livsfarlig och våldsam. Under romantiken avsexualiseras kvinnan eftersom det borgerliga kvinnoidealet innebar att kvinnans sensualitet skulle kopplas till moderskapet, och inte erotik. Den sanna kvinnan ansågs vara asexuell, oskuldsfull och okunnig. I den engelska läkaren William Actons avhandling Functions and disorders of the reproductive organs (1857), som var översatt och läst i hela Europa, var tesen att majoriteten av kvinnorna inte besväras av några som helst sexuella besvär. Enligt den svenske kvinnoläkare Pehr Gustav Cederschiöld orsakade sexuell frustration hos kvinnan en rad sjukliga tillstånd som t.ex nervretlighet, brunst-yra (nymfomani) och hysteri. Aktiv kvinnlig sexualitet stämplades som mental och moralisk sjukdom. I vissa fall behandlades kvinnan på sjukhus då kvinnans sexualitet ansågs vara livsfarlig. Underklassens, gatans och bordellernas kvinnor, som ansågs vara en annan sorts kvinnor, förvisade man sexualiteten till. Sexualiteten skapade både köns- och klassmässiga spänningar under denna period.

### Kvinnosjukdomar under 1800/1900-talet
Det fanns två aspekter på den kvinnliga sjukligheten. Den ena var att kvinnan diskvalificerades från aktiviteter, delaktighet och begränsade hennes livssfär. Kvinnan var bräcklig, oberäknelig och passade inte in i det offentliga rummet. Den andra aspekten av henne var bilden av den ömtåliga kvinnan som även kunde förvandlas till kult och romantiseras. Begreppet "offentlig kvinna" betydde prostituerad. De kvinnor som ägnade sig åt konstnärskap som författarinnor, sångerskor eller skådespelerskor ansågs vara lättsinniga.

#### Hysteri

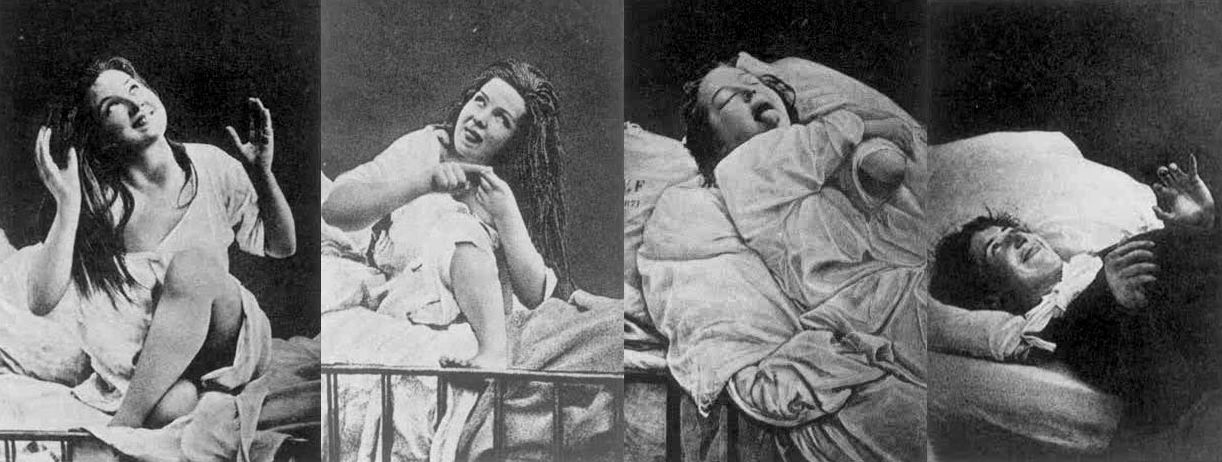
Kvinnan under hysteri mellan åren 1876 och 1880.

Sjukdomen hysteri ansågs bero på rubbningar i livmodern vilket medförde ett obehärskat beteende. Mellan år 1870 och första världskriget rådde “hysterins guldålder” som kom att spela en central roll i kvinnomedicinen och dess definitioner av kvinnlighet och kvinnlig sexualitet. Begreppet hysterisk kom att bli en stereotyp i samhället för det kvinnliga, kännetecknad av känsloutlevelse i sina mest dramatiska former. Hysteri var en av de åtta vanligaste diagnoserna (exklusive difteri, tuberkulos och scharlakansfeber) för kvinnor vårdade på svenska sjukhus år 1901 och 1911. År 1901 vårdades 584 kvinnor och år 1911 hade man 533 registrerade fall. År 1897 var rekordåret då 749 fall registrerades. Det finns ett mörkertal då flertalet fall behandlades av de privatpraktiserande läkarna. I Sverige hade dock sjukdomen aldrig något större genomslag i jämförelse med Frankrike. Runt år 1880 hade den franska läkaren Jean Martin Charcot skapat en slags hysteriklinik på Salpêtrière-hospitalet i Paris. Där fanns 5000 inlagda kvinnor som var sjuka, galna, åldringar och prostituerade. Charcot visade att hysteriska symptom kunde botas samt framkallas med hjälp av hypnos. Han var mycket framgångsrik som läkare då han höll kliniska föreläsningar som intresserade läkare och författare över hela Europa, bland dem August Strindberg och Sigmund Freud. I Salpêtrière-hospitalet utfördes patientdemonstrationer, hysterin blev iscensatt till en show. Kvinnan framställdes som det okontrollerbara objektet som observerades av det kontrollerbara subjektet, mannen. Här illustrerades tydliga könsroller, den manliga rationaliteten kontra den irrationella kvinnligheten.

#### Nymfomani
En läkare fastslog att diagnosen nymfomani drabbade kvinnor med en sjuklig överretning av det sexuella driftslivet. Han påstod vidare att "en kvinna som lider därav, kan fullkomligt förlora all blygsamhet och fordrar då med formligt ursinne att få sin besinningslösa passion tillfredsställd". Den svenska psykiatriprofessorn Bror Gadelius skrev att den som lider av nymfomani i många fall kan ägna sig åt prostitution och att hon då, av mänskliga skäl, måste läggas in på en sinnessjukanstalt.

#### Kleptomani
Diagnosen kleptomani kopplades samman till den kvinnliga sexualiteten. Bror Gadelius hävdade att kvinnliga kleptomaner var vanligare än manliga. "Hos kvinnor kunna dessa degenerationsdrag anfallsvis påkomma i sammanhang med hafvandeskap, menstruation o.s.v" skrev Gadelius. Diagnosen ansågs växa fram i takt med att de nya varuhusen kom till, från och med 1870-talet. Varuhusen kom snabbt att bli den borgerliga kvinnans få tillåtna offentliga rum. Enligt samtidens vetenskapliga experter kunde de överflödiga frestelserna skapa en tvångsmässig lust att stjäla som motsvarade eller överträffade sexualakten. Upplevelser av sexuell stimulans rapporterades frekvent i de många kliniska fallstudierna av kleptomani. Samhällsklassen påverkade även kleptomanin. De som diagnostiserades av kleptomani, de borgerliga kvinnorna, kunde friförklaras från straff. De borgerliga hade sina privilegier medan de fattiga som stal av nöd förblev tjuvar.

### Samhällsklassen och sjukligheten
Mellan åren 1870 och 1900 ansågs merparten av kvinnorna ur de högre samhällsklasserna var sjukliga enligt en rad amerikanska och västeuropeiska läkare. Den moderna medicinen hade sin sociala tillhörighet i den övre medelklassen. Läkare och patienter tillhörande denna samhällsklass rekryterades. Kvinnorna ur överklassen med sina nervösa besvär, underlivslidanden och allmänna klenhet var döttrar eller hustrur till välbärgade män som kunde betala de konstanta läkarkonsultationerna. Privatpraktiker hade stora ekonomiska intressen för den sjukliga kvinnan. Nervhemmen, kuranstalterna, sjukhemmen och hälsobrunnarna fick en välfungerande verksamhet på en liten krets sjukliga överklasskvinnor. Kvinnan var inte endast en patient utan även en konsument av stärkande och smärtstillande preparat, lugnande, piller, pulver och flera andra tillbehör för att rätta till kroppens välmående. Läkarna var även generösa med beroendeframkallande droger som opium och morfin. Den tyska kvinnosjukligheten under sekelskiftet skildras i romanen "Lenins Hjärta". Den tyska kvinnosjukligheten var en ekonomisk marknad. En tyst läkarstrategi att via välbärgade patienter som var försedda med långvariga sjukdomar och kurer att genom detta kunna finansiera avancerad vetenskaplig forskning. Kvinnan blev ett objekt inom medikaliseringen. Överklasskvinnorna utgjorde en riskgrupp på grund av sitt stillasittande liv, overksamhet och långa perioder i sängen. Gynekologer observerade fler avvikelser i livmodern hos de högre samhällsklasserna, livmoderlidanden var framförallt vanligare bland de mer bildade klasserna. Olikheter i menstruationens början och menstruationsupplevelser rapporterades för bond- och arbetarkvinnorna respektive städernas mellan- och överklasskvinnor. Under 1800-talet framställdes överklasskvinnan som svag, ömtålig och sjuklig medan underklasskvinnan ansågs vara farlig, stark och smittsam.

## Svenska hospital som behandlade kvinnor

### Stockholms hospital
År 1861 invigdes Sveriges första psykiatriska sjukhus på Kungsholmen, Stockholms hospital och hade både manliga och kvinnliga patienter. Förväntningarna var stora inför byggandet av Stockholms hospital som omslöt medicinska program och humanitära syften. Avsikten med celler i hospitalet var att isolera en kropp, dess ljud, okontrollerade rörelser och utsöndringar. Cellen användes som ett mekaniskt tvångsmedel som endast användes för patienter vid behov. Sinnessjukhus omsluter det moderna samhällets normer och synsätt. Här gestaltas flera normer i samhället kring ordning och normalitet.

#### Exempel på en kvinnlig patient
Fanny O.

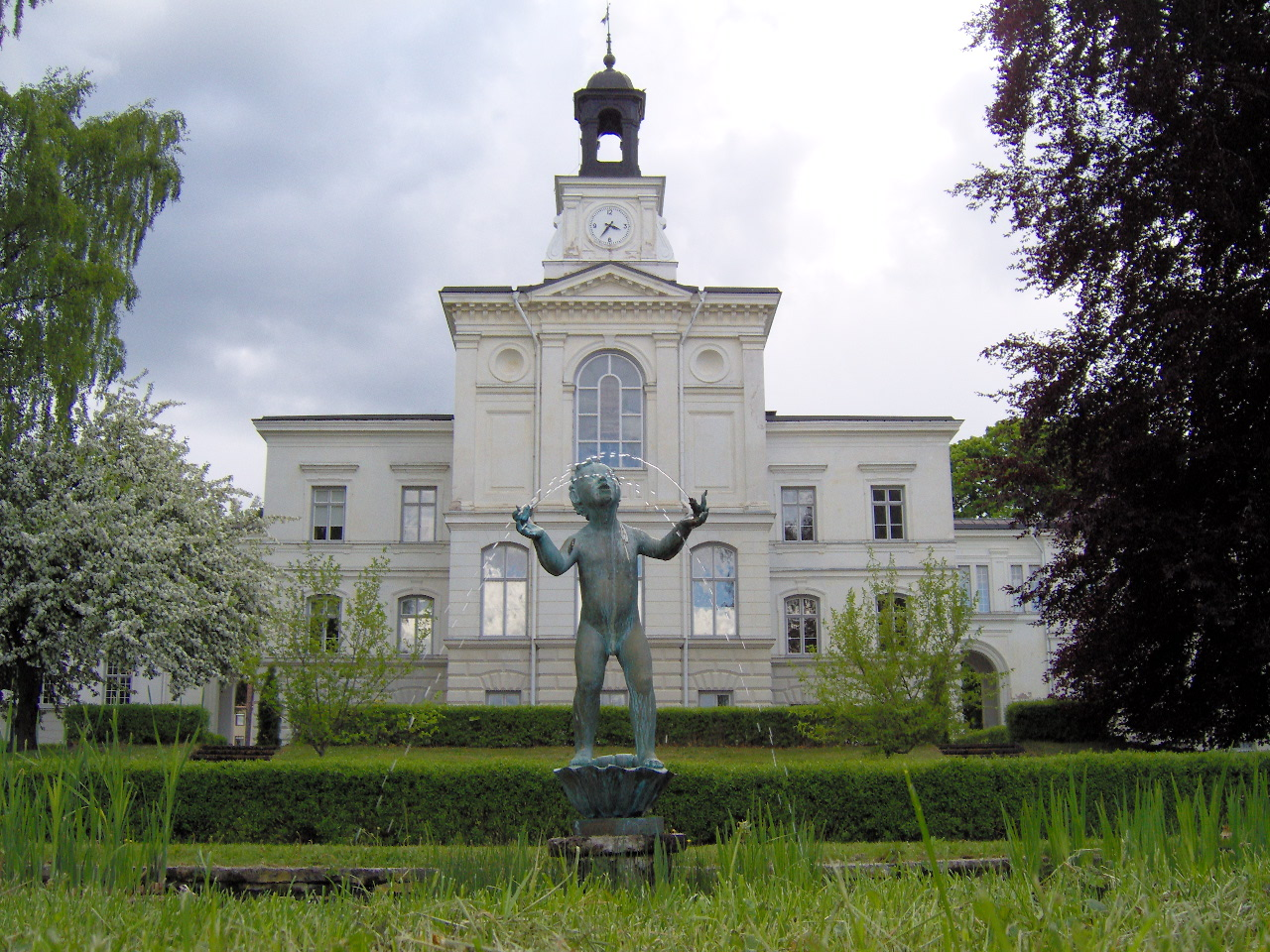
Ulleråkers sjukhus i Uppsala. Ulleråker var runt 1900-talet Sveriges största psykiatriska sjukhus. På Ullåkerområdet finns medicinhistoriska museet.

Fanny O. lades in på Stockholms hospital under diagnosen dementia den 25 april 1881. Präst och läkare antecknade hennes intagningshandling som beskrev att hon ägde egenskaper som god karaktär, intelligens, ojämnt lynne och läraktighet. År 1866 hade hon blivit sinnessjuk, sjukdomsorsaken som beskrevs var sorgen över att lämna sitt hem för att skaffa sig en egen inkomst samt en sviken kärlek. Fanny O. vistades på Stockholms hospitalet i 15 år. Journalakten upptar sammanlagt tre sidor. Det berättades ordknappt om hennes tillstånd och ingen medicinering eller annan form av behandling dokumenterades.

### Ulleråkers sjukhus
År 1949 speglade sjukjournalerna på Ulleråkers sjukhus i Uppsala med läkarnas bedömningar av patienternas psykiska hälsa samtidens tankar. Beskrivningar av psykiska symtom influeras av rådande kulturella föreställningar om “normalt” och “onormalt”. Under denna period ansåg man att kvinnor som inte trivdes i sitt äktenskap var neurotiska. I journalerna på Ulleråker skrevs det om kvinnliga patienters “äktenskapsproblem”. Läkare hävdade att dessa svårigheter inte var orsaken till den psykiska ohälsan utan snarare konsekvenserna av en sinnessjukdom. Gynekologen Heinrich Ploss hänvisade till statistik som visade att 75 % av alla äktenskap var olyckliga på grund av att kvinnan var sjuklig och svag.

## Kvinnosjukdomar i modern medicin
Kvinnosjukdomar kan definieras efter vilket organ som är drabbat: äggstockar, äggledare, livmoder, slida och yttre könsorgan, eller brösten. De kan också definieras efter typen av sjukdom, exempelvis torsion, infektion, inflammation, cancer, godartade tumörer, cystor, ruptur och hematom, en del endokrina störningar (som exempelvis kan ge virilism eller ovarialsvikt), och fysiskt orsakade sexuella dysfunktioner. Ytterligare ett sätt att klassificera kvinnosjukdomar är relaterat till fertilitet, och innefattar medfödda missbildningar, problem med pubertet, menstruationsstörningar, problem i anslutning till havandeskap, infertilitet, och klimakteriebesvär.
Kvinnosjukdomar kan i vissa fall ge magsmärta som huvudsakligt symtom. Akut debuterande magsmärtor kan vara ovalutionssmärta (smärta vid ägglossning), ovarialtorsion, eller ruptur av cysta, om kvinnan inte är gravid. Vid graviditet kan en akut debuterande smärta bero på missfall eller utomkvedshavandeskap, eller ha andra orsaker än gynekologiska. Om smärtan uppkommer smygande eller återkommande kan det bero på endometrios, myom, infektion, PMS, med mera.
Synen på vad som ska definieras som kvinnosjukdom har förändrats sedan könet biologiskt sett mera kommit att uppfattas som uttryckt kromosomalt. Könsskillnader finns i flera organ och organsystem, exempelvis huden, hjärtat, hjärnan och skelettet. Kvinnor är överrepresenterade när det gäller vissa sjukdomar, såsom osteoporos (efter menopaus), autoimmuna sjukdomar, urinvägsinfektioner och gallsten, och underrepresenterade när det gäller andra.